# 웅담부인
"웅담부인"은 1987년에 개봉한 대한민국의 영화이다.

## 캐스팅
- 선우일란 : 을혜 역
- 마흥식 : 선우철 역
- 이형준 : 윤혁 역
- 이대근 : 변호사 역
- 이미지 : 수현 역
- 김애경 : 애경 역
- 김석옥 : 시모 역
- 유명진 : 애화 역
- 박진희 : 시누이 역
- 박암 : 남파 역
- 최성관 : 신부 역
- 문미봉 : 장모 역
- 신동욱 : 문 박사 역
- 남수정 : 방 여사 역
- 남포동 : 사진작가 역
- 박용팔 : 술집주인 역
- 국정희 : 미스 전 역